# イヴァーニウカ (ビーラ・ツェールクヴァ地区)
イヴァーニウカ（ウクライナ語：Іва́нівка；意訳：「イヴァンの村」）は、ウクライナのキーウ州ビーラ・ツェールクヴァ地区にある村。クラースナ川河岸に位置する。17世紀に創建された。面積は約3.7km²（2005年）。人口は971人（2005年）。古名はロパーティンシチナ（Лопатинщина）、ヤンキーウカ（Янківка）。